# Parapenaeopsis arafurica
Parapenaeopsis arafurica är en kräftdjursart som beskrevs av Racek och Dall 1965. Parapenaeopsis arafurica ingår i släktet Parapenaeopsis och familjen Penaeidae. Inga underarter finns listade i Catalogue of Life.